# Сібараку

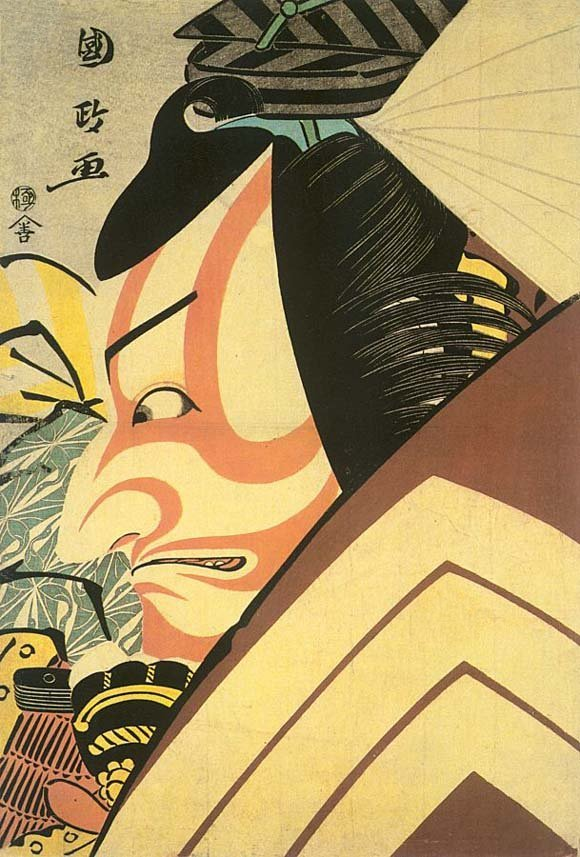
Ітікава V у Сібараку. укійо-е, Утаґава Кунімаса, 1796 р

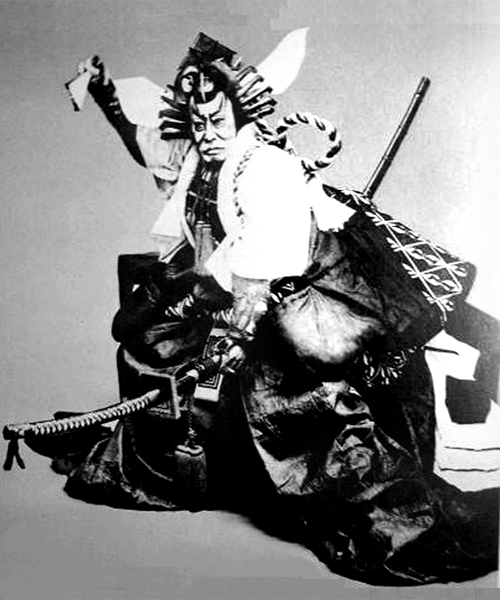
Дандзюро Ітікава IX — Камакура Ґонгоро Каґемаса у постановці Сібараку в листопаді 1895 року

Сібараку (яп. 暫しばらく, укр. Хвилиночку!) — п'єса в репертуарі кабукі, одна з відомих п'єс Кабукі Дзюхачібан (яп. 暫しばらくукр. Вісімнадцять великих п’єс). Вона відома завдяки яскравим та драматичним костюмам, а також незвичним гримом (кумадорі).

## Історія
П'єсу вперше поставив Ітікава Дандзюро I у 1697 році в театрі Накамура-дза. Вона здобула популярність і швидко увійшла до складу щорічних вистав каомісе в театрах Едо. Спочатку головна роль у п'єсі могла змінюватися залежно від уподобань театру та трупи. У XIX столітті Дандзюро VII стандартизував сюжет, а наприкінці століття Дандзюро IX переглянув і адаптував її. Ця версія виконується й донині.
Шібараку триває близько 50 хвилин. Це не повноцінна вистава, а скоріше скорочена драматична інтермедія, яку виконують під час антрактів або між основними виставами для підтримання уваги глядачів. Нині її переважно грають на спеціальних заходах, зокрема під час церемоній зміни імен акторів.

## Сюжет
Як і в багатьох інших п'єсах кабукі, імена персонажів і місця дії змінювалися протягом століть. Сучасна версія зосереджується на герої Камакурі Гонґоро Кагемасі — стереотипному бомбастичному герої кабукі з червоно-білим гримом і потужними, енергійними рухами. Історичний Камакура Каґемаса відомий своєю хоробрістю, оскільки продовжував битися, навіть втративши око в битві під час війни Ґосаннен (1083—1087).
Дія відбувається перед святинею Цуруока Хатіманґу, де злий аристократ, яким у сучасній версії є полководець епохи Хейан Кійохара но Такехіра, захопив владу й узяв у полон членів імператорської родини, включно з принцом Камо Йосіцуною та принцесою Кацурою. Його союзниця, леді Теруга, намагається переконати його не страчувати полонених перед святинею, аби не розгнівити богів.
На сцені з'являється герой, Камакура Гонґоро, вигукуючи «Шібараку!» («Що за мить!»), та звинувачує лиходія у злочинах. Лише своїми словами він змушує його повернути викрадені імператорські символи — меч Томокірімару та імператорську печатку. Леді Теруга, яка виявляється родичкою Гонґоро, повертає ці предмети принцу. Гонґоро перемагає ворогів і дозволяє імператорській родині втекти.
Після битви герой виконує традиційний міе — статичну, драматичну позу, що підкреслює його надлюдську силу. Завершуючи виставу, актор залишає сцену у техніці роппо («політ у шість напрямків»), демонструючи перебільшені рухи.

## Цікаві факти
Назва п'єси походить із реального випадку за участю Дандзюро I, коли актори відмовилися дати йому репліку для виходу на сцену. У відповідь він вигукнув «Сібараку!» і драматично з'явився на ханаміті (подіум, що простягається через зал до сцени).
У 1746 році з'явилася пародія під назвою Онна Шібараку («Жіночий Сібараку»), де головну роль виконує жінка. Ця версія була стандартизована в 1901 році Накамурою Сіканом V, і тепер вона дозволяє акторам оннаґата (чоловікам, які грають жіночі ролі) брати участь у цій популярній драматичній постановці.